# Rutger Schonis
Rutger Adrianus Joost Schonis (Middelburg, 10 augustus 1976) is een Nederlands bestuurder en D66-politicus. Sinds 12 mei 2022 is hij wethouder van Middelburg.

## Biografie
Schonis studeerde milieukunde en rechten en werd in 1998 lid van D66.
Schonis werd in maart 2015 verkozen tot lid van de Provinciale Staten van Zeeland en was in 2017 kandidaat voor de Tweede Kamer, maar met een drieëntwintigste plaats op de kandidatenlijst werd hij niet direct verkozen. Op 10 oktober 2018 werd Schonis alsnog Kamerlid, als opvolger van Alexander Pechtold. Op 30 maart 2021 nam hij afscheid van de Tweede Kamer.
Op 12 mei 2022 werd Schonis benoemd tot wethouder van Middelburg. In zijn portefeuille heeft hij Ruimtelijke ordening, bouwen en wonen; Financiën; Economische Zaken; Bedrijventerreinen; Toerisme, recreatie, stadspromotie evenementen; ICT en Inkoop. Hij is projectwethouder van Trekdijk, Waterpark Veerse Meer en Omgevingswet en omgevingsvisie en wijkwethouder van Sint Laurens en Nieuw- en Sint Joosland.
- Parlement.com: vk9nh0sweoz7